# Beatriz Enríquez de Mendoza
Beatriz Enríquez de Mendoza perteneció al importante linaje de los Enríquez. Era hija de Alfonso Enríquez, almirante de Castilla y señor de Medina de Rioseco, y de Juana de Mendoza.

## Biografía

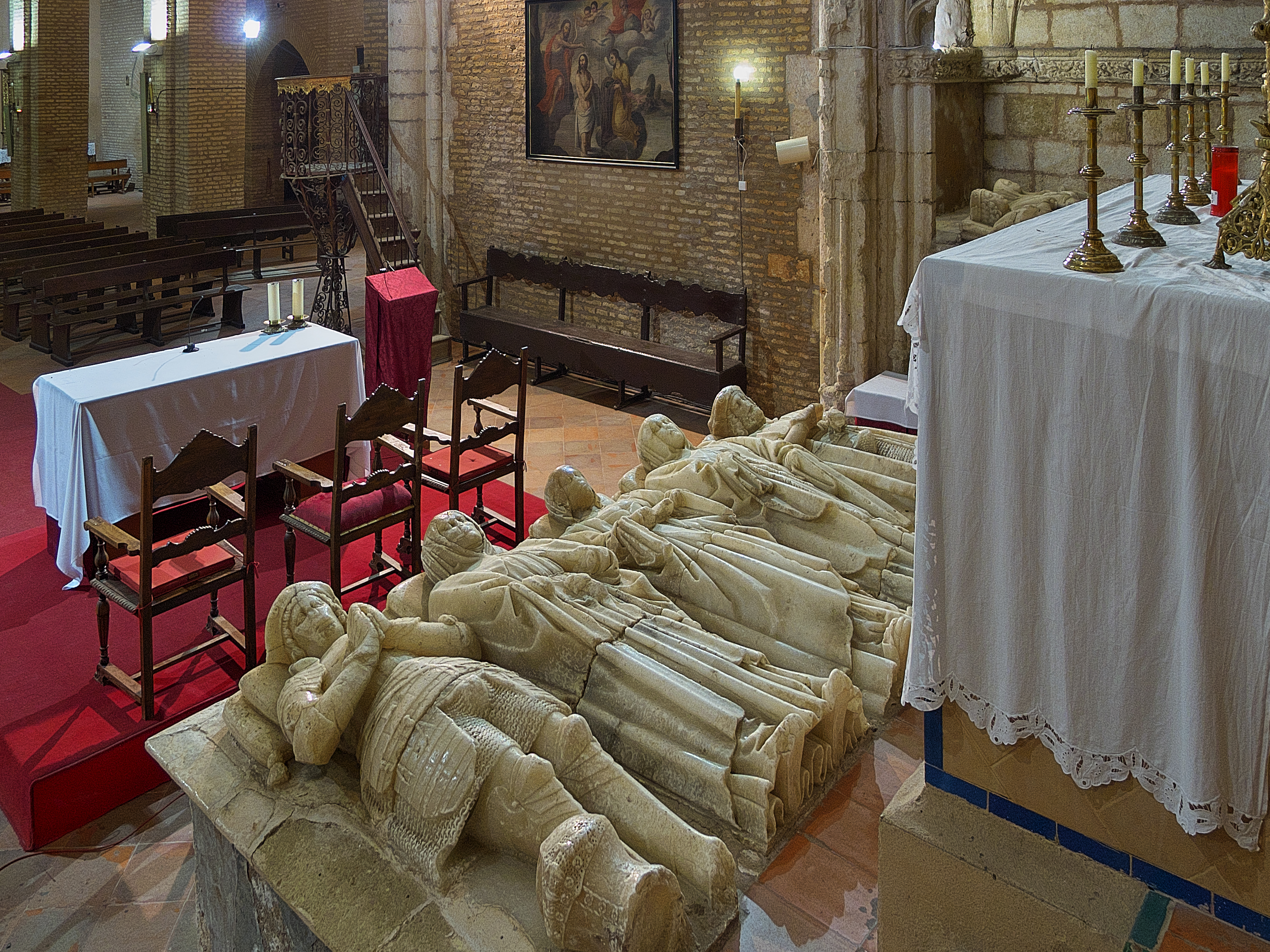
Sepulcros del Señorío de Moguer, Monasterio de Santa Clara (Moguer)

Se casó con Pedro Fernández Portocarrero (V Señor de Moguer y IV Señor de Villanueva del Fresno) en 1423. De dicha unión nacieron dos hijas: Juana Portocarrero Enríquez y María Portocarrero Enríquez.
Murió el 3 de febrero de 1439. Se encuentra enterrada en el Túmulo sepulcro de su familia en la iglesia del Monasterio de Santa Clara en Moguer.